# Alice Volpi
Alice Volpi (Siena, 15 april 1992) is een schermer uit Italië.
Volpi heeft een Italiaanse vader en een Braziliaanse moeder.
In 2012 werd Volpi wereldkampioene bij de jeugd.
In 2015 nam Volpi deel aan de Europese Spelen, waar zij bij het onderdeel degen-individueel de eerste prijs pakt.